# Atlas Copcos provgruva

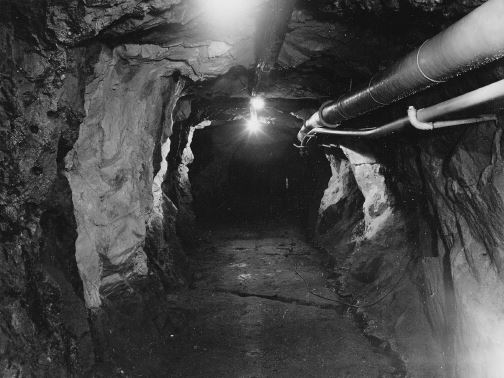
Testgruvan, 20-meters nivån, 1950.

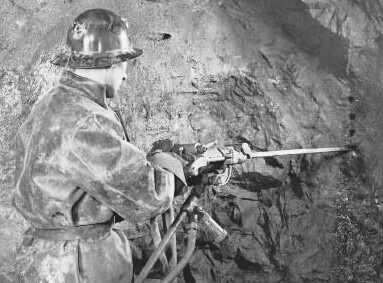
Testning av bergborr, 20-meters nivån.

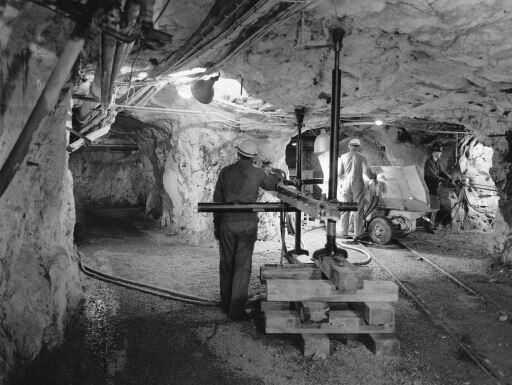
Testgruvan, 20-meters nivån, 1966.

Atlas Copcos provgruva är en testanläggning för Epirocs bergborr- och gruvmaskiner belägen under Sickla Köpkvarter i Sickla, Nacka kommun. År 2018 blev Atlas Copcos affärsområde Gruv- och bergbrytningsteknik företaget Epiroc, som sedan dess äger anläggningen. 

## Historik
Gruvan anlades 1938 i urberget under Atlas Copcos fabriksområde 20 meter under jord. Här skulle inte brytas malm utan här testade och demonstrerade företaget sina bergborrar och gruvmaskiner under realistiska förhållanden. Gruvan under Sickla växte så småningom till att omfatta tre kilometer tunnlar i två plan: 20 respektive 40 meter under jord. Berget i gruvan består av så kallad Stockholmsgranit som är 30 procent hårdare än vanlig granit och mycket homogent vilket gör det optimalt för tester av borrutrustning.
Den övre delen av anläggningen, 20 meter under marken, slutade användas till provning på 1990-talet men används idag för kundbesök, kurser och konferenser. På 40-metersnivån pågår fortfarande verksamhet med provning av Epirocs produkter. 

## Utökning
I och med den nya huvudkontoret (2009-2010) drevs en ny gruvort för interna visningar av företagens produkter i gruvmiljö. Orten är cirka 100 meter lång och ansluter den gamla delen till ett nytt hiss- och kommunikationsschakt under Atlas Copcos och Epirocs huvudkontor. Samtidigt kunde mycket av installationerna moderniseras så överskottsvärme kan återvinnas för uppvärmning och spillvatten återanvändas i verksamheten.

## Gruvan i media
Gruvan har använts som inspelningsplats för tv- och filmproduktioner. Här har scener spelats in till bland annat Joe Hill, Midnattssol och flertalet Beckfilmer. Även Kenny Starfighter har passerat gruvan.